# 革命工长
革命工长（德語：Revolutionäre Obleute）是第一次世界大战期间由德国各行业工人自由选出的、独立于官方工会的车间工人代表。他们反对德意志帝国的战争政策以及德国社会民主党议会代表对这些政策的支持。他们在1918年—1919年的德国革命中也发挥了作用。
他们的领袖，里夏德·米勒说，他们的目标是建立一个“俄国式的苏维埃共和国”。

## 背景
德国社会民主党，当时欧洲最大的工人政党，在1914年投票支持帝国政府发行战争债券的政策。卡尔·李卜克内西最初是唯一公开拒绝这项措施的社民党帝国议会议员。他在 8 月缺席投票，然后在 1914 年 12 月投票反对这项措施。随着德国独立社会民主党和“多数派”社民党之间的分裂，帝国议会中出现了一个反对各政党间所谓“城堡中的和平”（德语：Burgfriedenspolitik；指各党都不批评战争）的休战政策的派别。

## 1918年1月：反战罢工
由于大多数工会职能部门支持政党休战，革命工长们在德国建立了一个反对第一次世界大战的产业工人反对派。在一定程度上这是对前线死亡人数不断增加和国内社会苦难日益增长的反应。其最重要的发言人是里夏德·米勒和埃米尔·巴特。革命工长组织在柏林的军工业中占有特别重要的代表地位。他们已经有过野猫罢工的经验，包括1916年夏天反对关押卡尔·李卜克内希的罢工抗议和1917年1月以布伦瑞克与莱比锡为中心的罢工潮。
革命工长组织在1918年1月罢工中是关键的组织力量，这次罢工以柏林、鲁尔、萨克森、汉堡和基尔为中心:22，罢工者要求谈以判达成和平与德意志帝国的民主化来终结战争。在一定程度上他们受到了几个月前由列宁、托洛茨基领导的布尔什维克在俄国十月革命中取得成功的鼓舞。出于这个原因，罢工也针对正在布列斯特-立托夫斯克进行的和平谈判中，德国与奥匈帝国对俄国领土的吞并计划。罢工者要求在德国内部进行根本性的政治变革，并要求与俄国达成公正的和平协议，其中不能包含德意志帝国对“新俄罗斯”的领土要求。但德国最高陆军指挥部和以乔治·冯·赫特林总理为首的德国政府并没有满足这些要求。
罢工结束时，最高陆军指挥部宣布进入加强戒严状态，将一些工厂置于军事保护之下，并强征了许多罢工工人服兵役。:23

## 十一月革命和委员会运动

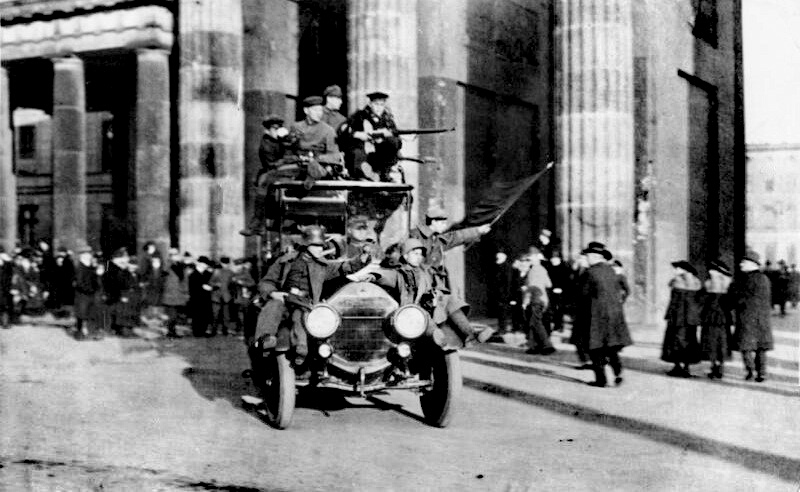
1918年十一月革命： 1918年11月9日，《红旗报》的革命士兵在柏林的勃兰登堡门

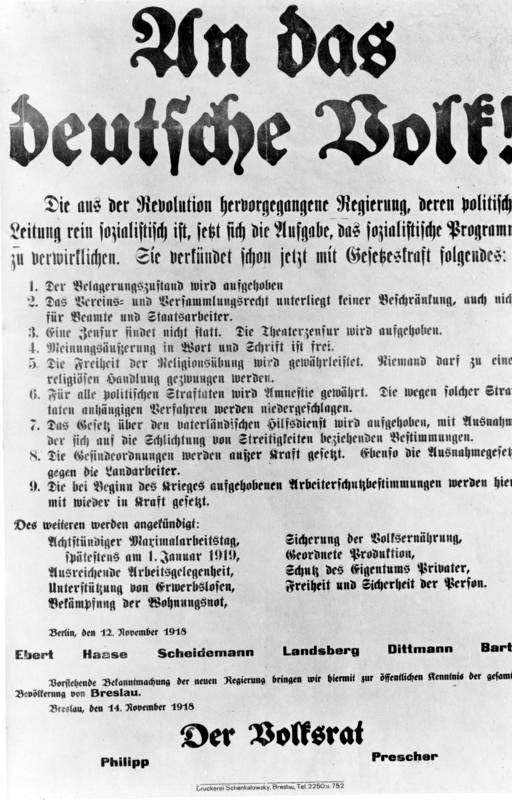
革命政府于1918年11月12日发行的公告张贴，由革命工长组织代表埃米尔·巴特签名

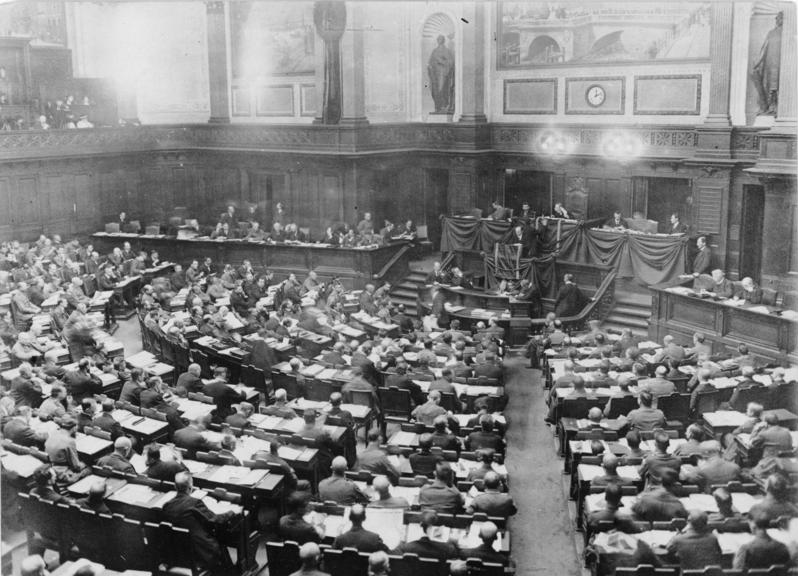
1918年12月16日在柏林普鲁士州议会召开的帝国工兵委员会代表大会上，执委会成员和革命工长代表里夏德·米勒正在发言

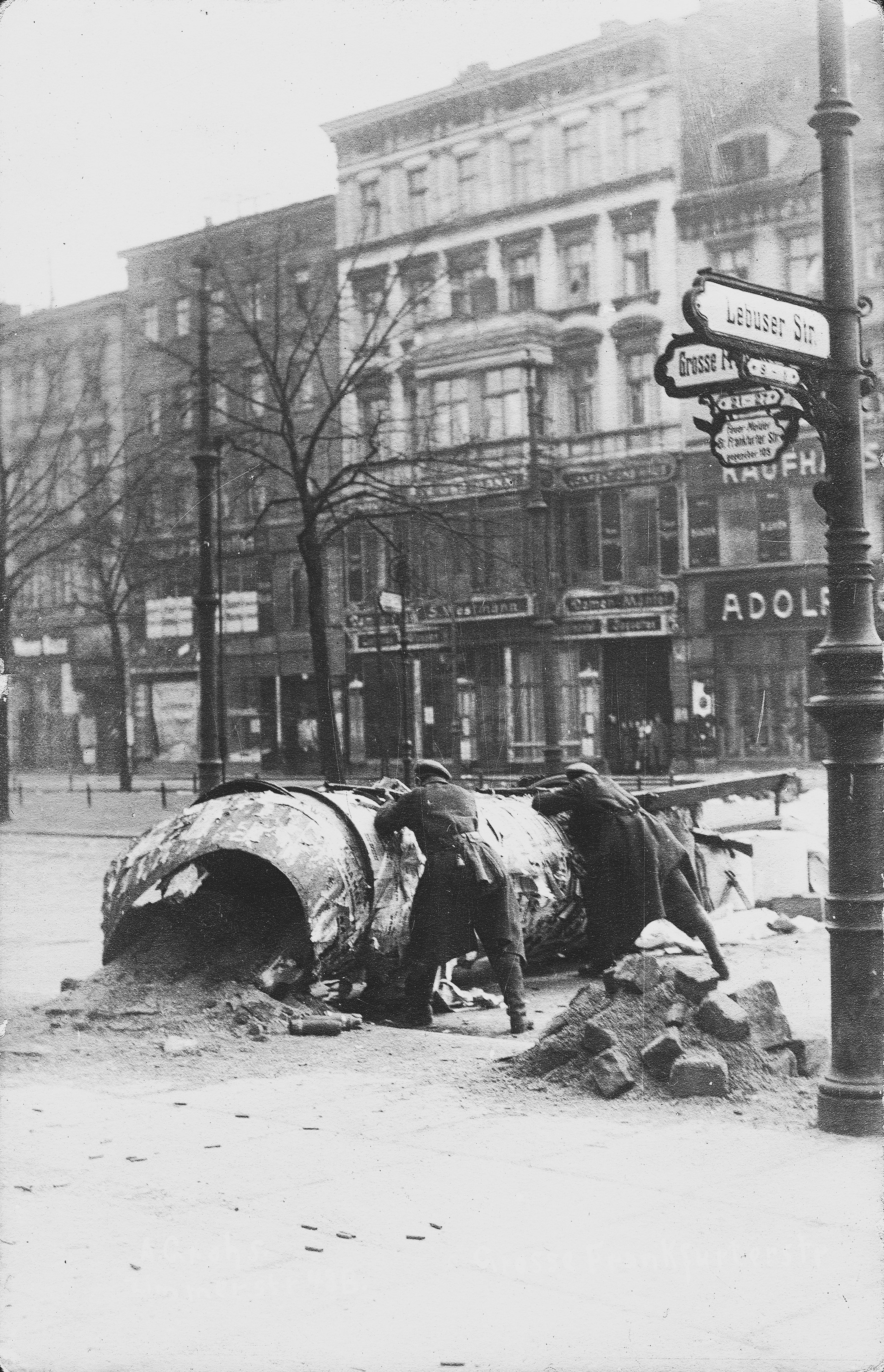
1919年1月斯巴达克同盟起义： 柏林街垒战

### 1918年11月：革命
在1918年11月的早期，革命工长组织是要求结束君主制的少数政治团体之一:24。此外，与弗里德里希·艾伯特领导的“多数派”社民党不同，他们还赞成由工人（和士兵）委员会将工业和政府“社会化”，而不是通过议会制度。1918年11月2日，革命工长的执行委员会召开会议，李卜克内西也出席了会议，会议以21票对19票反对在11月4日发起革命行动，因为工人们还没有采取行动的意愿。他们最终决定在11月11日采取行动:26。在柏林，革命工长的人数约为80至100人:7。核心小组的人数只有十几人:101。
11月8日，事件的推动加速了他们的计划，革命工长呼吁第二天在柏林举行总罢工。斯巴达克同盟、社民党和工会支持这一呼吁。11月9日，工人委员会和士兵委员会成立，警察总部被占领，数十万示威者在市中心聚集:7。帝国总理马克斯·冯·巴登宣布威廉二世皇帝退位，并将其办公室移交给弗里德里希·艾伯特。当天下午，艾伯特不情愿地要求独立社民党为未来的政府提名三位部长。然而，当天晚上，几百名革命工长的追随者们占领了帝国议会，并举行了一场即兴辩论。他们要求在第二天选举工兵委员会（每个营或每1000名工人一个代表）。他们将在柏林马戏团“Circus Busch”进行集会，并选出一个临时的革命政府——人民代表委员会:100–103。
为了保持对事件的控制，并违背他自己的反革命信念，艾伯特决定，他需要与工人委员会合作，从而——虽然他是政府的正式负责人——也成为革命的领导者。11月10日，艾伯特领导的社民党想尽办法确保新选出的工兵委员会，特别是士兵委员会的大多数成员来自他们的支持者。同时，独立社民党同意与他合作，在新的革命政府，即人民全权代表委员会中与他分享权力。他向渴望建立统社会主义一阵线的委员会宣布了两个社会主义政党之间的盟约，并同意了社民党和独立社民党两派在临时政府中各有三名成员的均等原则:109–119。然而，革命工长预计他们将无法阻止社民党在人民全权代表委员会中占有主导地位的情况。因此，他们要求成立一个平行于人民全权代表委员会的属于工兵委员会的执行委员会（德语：Aktionsausschuss），执委会将由革命工长控制，它的权力将被故意保持模糊:115。主持大会的埃米尔·巴特犯了一个战术错误，他发表了冗长的讲话，而没有直接进行表决。包括艾伯特在内的听众都能从巴特的话中推断出革命工长的意图。艾伯特又发表了一次讲话，宣称该委员会是多余的，但如果要成立，它必须像人民全权代表委员会那样由社民党和独立社民党成员平等组成。当巴特说社民党的代表不得进入新委员会时，大会爆发了抗议，特别是来自士兵委员会的抗议。在一次中断之后，会议继续进行，巴特宣布成立一个由20名成员组成的执行委员会：10名士兵和10名工人。后者中一半是社民党支持者，一半是革命工长的支持者。士兵代表将于11月11日选出。革命工长已经输了。:119

### 1918年12月：工兵委员会代表大会和圣诞节危机
1918年12月16日至21日，全国工兵委员会代表大会（德语：Reichsrätekongress或Reichsversammlung der Arbeiter- und Soldatenräte）在柏林的普鲁士州议会大楼内召开。每20万名公民和10万名士兵有一名代表。在514名代表中，约300名来自社民党，约100名来自独立社民党（其中10名是斯巴达克派），其余的是自由主义者，不属于任何政党或独立革命团体。代表大会做出了一些重要的决定（每次都是以广泛的多数做出的）：
- 它否决了独立社民党的提案：建议保留委员会制度作为社会主义共和国的根基并赋予委员会最高立法权和行政权。
- 它批准了社民党的一项提案：在选出一个国民议会做出更长久的安排之前，将立法权和行政权交给“人民全权代表委员会”。此外，11月10日成立的工兵委员会执委会被一个“中央委员会”（Zentralrat）取代。后者仅由社民党成员组成，因独立社民党抵制其选举——因为这个新机关不具有立法权。
- 国民议会选举定于1919年1月19日，这是可能的最早日期[5]:13。

然而，大会还通过了两项违背社民党领导层利益的决议。首先，它要求“人民全权代表委员会”对“合适的”产业，特别是矿业进行社会化。其次，它批准了所谓的“汉堡七条”，要求军官由士兵选举产生、军队指挥权转交士兵委员会、废除军衔标志、不执勤时不用穿军服。然而这些要求从来都是军队领导层所不愿看到的，特别是那些有关士兵委员会相对于正规军官团之间等级地位的要求:13:137。
大会的最后两项决议突显了在经济、官僚与军队体制之短期变化方面存在的分歧，一边是跨越民主社会主义运动各党派路线的广泛共识，另一边是社民党与军队的领导们。因此，“人民全权代表委员会”中的社民党成员在最后这两项决议的执行上表现的非常被动；这在工人运动及其更激进代表，如斯巴达克同盟和革命工长组织中激起了越来越多的不满和愤怒:13–14。
12月29日，革命工长的唯一代表埃米尔·巴特（也是独立社民党的一员）和另外两名代表最终离开了“人民全权代表委员会”，以抗议柏林宫爆发的冲突事件（圣诞节危机；德语：Weihnachtskämpfe）。在这次事件中，柏林卫戍部队被调来对付人民海军师，这是一支1918年11月11日成立的左派革命士兵部队。这场战斗使许多左派指责社民党领导层背叛了革命。:139–154
尽管革命工长支持委员会共和国而非议会民主制的想法，但他们拒绝了1918年12月30/31日成立的追求同样目标的德国共产党。这是因为共产党不接受里夏德·米勒作为革命工长组织的代表提出的五个条件：
1．要求党代表大会收回对议会制度的全面反对；
2．重申在党纲和组织章程专项委员会中占据一半席位的要求；
3．要求对党的“街头策略”做出明确的解释；
4．要求积极参加党的刊物、传单的出版工作；
5．要求从党名中删去“斯巴达克斯同盟”。

### 1919年1月：一月起义
在针对人民海军师的军事行动——李卜克内西称之为“艾伯特的血腥圣诞节”（Blutweihnacht）——在左派中造成的愤怒气氛中，革命工长组织是1919年1月所谓斯巴达克同盟起义的发起者之一。艾米尔·艾希霍恩是独立社民党成员和柏林警察局局长（Polizeipräsident），在圣诞节危机期间拒绝对起义的水兵采取行动。他的一些来自安全警察部队（Sicherheitspolizei ）的人甚至积极支持起义。普鲁士内政部长保罗·赫希因此于1月4日解除了艾希霍恩的职务。尽管有分歧，革命工长、独立社民党和斯巴达克派还是呼吁举行抗议示威，支持艾希霍恩:14:156。
1919年1月5日，大约50万人聚集在柏林的大规模示威中。武装示威者冲进了柏林报业区，他们占领了社民党机关报《前进报》的编辑部以及其他出版大楼。主要的火车站也被占领了。然而，民众反应的力量让组织者们措手不及。70名革命工长成员、由格奥尔格·累德堡领导的10名独立社民党成员、3名士兵代表、由李卜克内西和威廉·皮克代表的共产党和艾希霍恩出席了在警察总部举行的会议。他们被当时的势头所吸引，忽视了真实的情况，高估了柏林地区军队对他们行动的支持。他们以80票支持对6票反对通过了推翻政府的行动决议。革命工长的代表保罗·舒尔策、卡尔·李卜克内西（共产党）和累德堡（独立社民党）现在签署了一份宣言，要求推翻艾伯特政府。他们想阻止国民议会选举，并继续进行革命:15。:157–158 一个“临时革命委员会”成立了。该委员会有53名成员，包括舒尔策、李卜克内西和累德堡，并宣布它已经接管了政府。不过，它的唯一行动却是发出呼吁，要求在第二天再次举行示威 :158。
群众在1月6日星期日重新集结。然而，革命领导人没有发出任何命令。在孤立的行动中，帝国印刷公司（Reichsdruckerei）和一个电报局被占领了。没有人占领政府大楼——而艾伯特政权的一些武装支持者则聚集在帝国总理府周围。群众开始散去，到午夜时分，柏林的市中心已经清空了。白天，委员会搬到了人民海军师的驻地宫廷马厩，但被要求离开，因此又回到了警察总部:159–160。
12月下旬，当艾伯特接受了那些离开“人民全权代表委员会”的独立社民党成员的调解时，他们仍留在警察总部。艾伯特只有一个条件：必须结束对报社的占领。1月7日，革命委员会拒绝了。在继续谈判的同时，艾伯特也在为军事回击做准备。他任命古斯塔夫·诺斯克为“人民全权代表委员会”的成员（既然独立社民党从中退出）、自由军团的最高指挥官，并召集柏林地区的正规军听候他的调遣。:161–162
在艾伯特的命令下，由古斯塔夫·诺斯克指挥的政府军在1月9日至12日期间粉碎了起义。死者中有几名囚犯是被立即处决的，其中有些是他们打着休战旗接近政府部队投降之后被处决的:163–164。

## 革命工长的衰落
1月的起义导致了革命工长组织网络的解散，因为其许多成员参加了起义，而里夏德·米勒等人则反对起义。革命工长的组织解散了，尽管其许多成员继续在委员会机构中工作。在接下来的几个月里，德国一些地区发生的斗争，有时接近于内战的程度，使委员会（苏维埃）运动越来越处于守势。各种建立地区委员会共和国的呼声，例如在不来梅，或更著名的巴伐利亚苏维埃共和国，最终在1919年中期都被正规武装部队和右翼的自由军团用军事力量镇压了。
根据1919年8月生效的《魏玛宪法》，共和国成为一个多元化的议会民主制国家。在委员会运动失败后，革命工长仍有影响力，呼吁并帮助实施了1920年3月反对右翼民族主义和反民主卡普政变的总罢工。罢工使经济几乎陷入停滞，再加上官僚机构拒绝与政变政权合作，导致政变在几天内失败。然而，在德国的一些地方，罢工的工人拒绝返回工作岗位，并对艾伯特总统和古斯塔夫·鲍尔总理的合法政府进行武装抵抗。这些事件中最重要的是鲁尔工人起义，它于1920年4月被魏玛国防军和自由军团一起镇压。
1920年后，前革命工长组织在德国工人运动中已经不再发挥明显的作用。许多前积极分子成为共产党的成员，特别是在1920年底独立社民党分裂时，共产党与独立社民党中的左翼部分合并后。偶尔它也会以“德国统一共产党”的替代名称运作。其他革命工长成员则留在独立社民党和未来的相关团体中，或者在1922年跟随剩余独立社民党的一部分重新回到社民党中。到1922年底，柏林的独立社民党作为一个小党继续存在，其地方组织的核心主要由前革命工长成员组成。
一些继续遵循独立于党的“反权威”委员会模式的革命工长组织成员加入了加入了无政府工团主义的德国自由工人同盟（FAUD）。

## 相关著作
- Kuhn, Gabriel. . PM Press, Oakland. 2012. ISBN 9781604861112.

- Manfred Bock, Hans (1993) Syndikalismus und Linkskommunismus von 1918 bis 1923 – ein Beitrag zur Sozial- und Ideengeschichte der frühen Weimarer Republik; Erstauflage 1969, aktualisierte Neuauflage, Darmstadt, Wissenschaftliche Buchgesellschaft, ISBN 3-534-12005-1

- Müller, Richard. . [Berlin]. 1974. ISBN 978-3-921241-09-7. OCLC 180610051.

- Müller, Richard (1925) Der Bürgerkrieg in Deutschland. Geburtswehen der Republik. Phöbus-Verlag, Berlin
- Hoffrogge, Ralf (2014) Working-Class Politics in the German Revolution, Richard Müller, the Revolutionary Shop Stewards and the Origins of the Council Movement, Brill Publishers, Leiden, ISBN 9789004219212.
- Hoffrogge, Ralf (2011): From Unionism to Workers’ Councils - The Revolutionary Shop Stewards in Germany 1914–1918, in: Immanuel Ness, Dario Azzellini (Ed): Ours to Master and to Own: Worker's Control from the Commune to the Present, Haymarket Books Chicago.

## 知名成员
- 里夏德·米勒（英语：Richard Müller (socialist)）
- 恩斯特·多伊米希（英语：Ernst Däumig）
- 埃米尔·巴特（英语：Emil Barth）
- 保罗·舒尔策（德语：Paul Scholze）